# Malte Persson

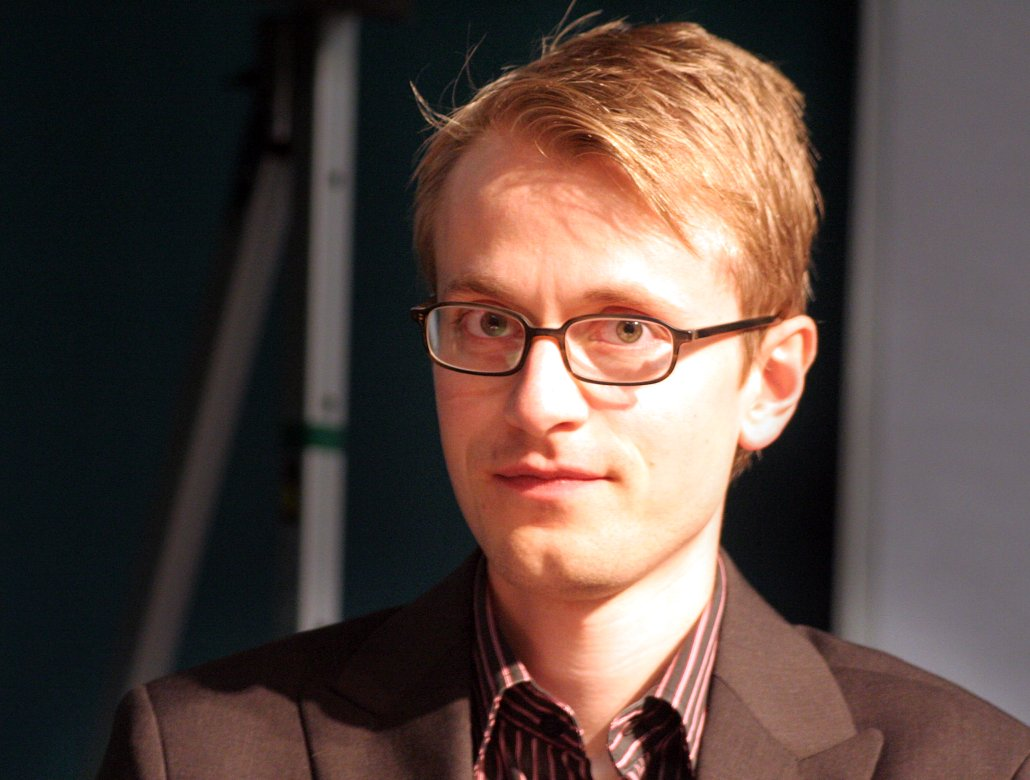
Malte Persson, 2008.

Jens Malte Persson (7 december 1976) is een Zweeds schrijver en vertaler.
Malte Persson debuteerde in 2002 met de roman Livet på den här planeten ("Leven op deze planeet"). Daarna publiceerde hij twee dichtbundels Apolloprojektet ("Het Appollo projekt") (2004) en Dikter ("Gedichten") (2007). In 2008 verscheen zijn tweede roman Edelcrantz förbindelser ("De relaties van Edelcrantz")
Naast het schrijven van eigen werk is hij ook actief als vertaler. Hij vertaalde onder andere Francis Ponge en Thomas Kling naar het Zweeds.
Persson neemt in zijn blog errata actief deel aan literaire debatten in Zweden. Persson werkt als freelance literair criticus voor de Zweedse kranten Expressen en Göteborgs-Posten.